# Jumpin', Jumpin'
"Jumpin ', Jumpin" é uma canção do girl group americano Destiny's Child para seu segundo álbum de estúdio The Writing's on the Wall (1999). A canção foi co-escrita e co-produzida pelos membros do grupo Beyoncé e Chad Elliott, com textos adicionais de Rufus Moore e assistência de produção de Jovonn Alexander.
A Pitchfork Media Top 500, listou a canção como uma das melhores da década de 2000. O single inclui os vocais das ex-integrantes LeToya Luckett e LaTavia Roberson, embora elas já estivessem ausentes, desde o videoclipe do single anterior "Say My Name".

## Composição
A música é executada na clave de Dó sustenido menor com um tempo de 89 batimentos por minuto. Os acordes da música alternam entre C ♯ m e G♯ , enquanto os vocais abarcam uma oitava e meia, de D♯3 a G♯4.

## Performance comercial
No Reino Unido, "Jumpin ', Jumpin'" foi um hit top 5 e vendeu mais de 195.000 cópias. Também alcançou sucesso quando ficou em segundo lugar no Australian Singles Chart. No Países Baixos, "Jumpin ', Jumpin'" chegou ao número 10 no Mega Top 100, permanecendo no total 14 semanas nas paradas. "Jumpin ', Jumpin'" alcançou a posição # 3 na Billboard Hot 100 por cinco semanas não consecutivas a partir de 19 de agosto de 2000 ("Incomplete" de Sisqo, "Doesn't Really Matter" de Janet Jackson, e "Music" de Madonna barraram a canção de potencialmente alcançar uma posição mais alta no gráfico) e tornou-se o quarto pop do Top 10 do Destiny. A música alcançou o primeiro lugar no Hot 100 Airplay por sete semanas consecutivas, tornando-se um dos maiores sucessos de rádio de 2000 e a segunda mais longa do grupo no topo do ranking "Independent Women Part I", que reinou por nove semanas consecutivas. Embora a música não tenha atingido o número um no Hot 100, ela passou 16 semanas no top 10 do gráfico, mais do que o número um anterior atinge "Bills, Bills, Bills" e "Say My Name", bem como qualquer das músicas que impediram que ele chegasse ao topo do Hot 100.
Após o sucesso de "Jumpin ', Jumpin'" o The Writing's on the Wall foi certificado seis vezes platina pela RIAA em setembro de 2000. Em todo o mundo o álbum já havia vendido nove milhões de cópias, após pouco mais de um ano nas paradas.

## Vídeoclipe
O videoclipe começa na casa das Destiny's Child, onde as integrantes do grupo estão se preparando para uma noitada. Elas entram em um carro, dirigem para o destino e competem com os meninos em uma corrida de carros. No clube, elas cantam e dançam no palco. A câmera se move como se estivesse tremendo.
Este foi o segundo e último videoclipe do grupo a apresentar Farrah Franklin. O vídeo original da música nunca foi lançado para uma compilação de vídeo nem para um CD melhorado, enquanto o "So So Def Remix" está disponível na compilação de vídeo The Platinum's on the Wall.

## Faixas e formatos
| CD Single dos EUA 1. "Jumpin', Jumpin'" (Versão do Álbum) – 3:47 2. "Jumpin', Jumpin'" (So So Def Remix) (Versão limpa) (com participação de Jermaine Dupri, Da Brat & Lil Bow Wow) – 3:45 3. "Jumpin', Jumpin'" (Maurice's Jumpin' Retro Mix) – 8:20 4. "Jumpin', Jumpin'" (Azza's Remix) – 5:15 5. "Upside Down" (Ao vivo no "VH1 Divas 2000: A Tribute to Diana Ross") – 4:09 CD Single Part 1 da Europa COL 669511 5 1. "Jumpin', Jumpin'" (Versão do Álbum) – 3:47 2. "Jumpin', Jumpin'" (So So Def Remix) (Versão limpa) (com participação de Jermaine Dupri, Da Brat & Lil Bow Wow) – 3:45 3. "Jumpin', Jumpin'" (Maurice's Radio Mix) – 4:05 4. "Jumpin', Jumpin'" (Maurice's Jumpin' Retro Mix) – 8:20 CD Single Parte 2 da Europa COL 669511 2 1. "Jumpin', Jumpin'" (Versão do Álbum) – 3:47 2. "Jumpin', Jumpin'" (So So Def Remix) (Versão limpa) (com participação de Jermaine Dupri, Da Brat & Lil Bow Wow) – 3:45 3. "Upside Down" (Ao vivo no "VH1 Divas 2000: A Tribute to Diana Ross") – 4:09 4. "Jumpin', Jumpin'" (Maurice's Radio Mix) – 4:05 CD Single Parte 1 do Reino Unido 669629 2 1. "Jumpin', Jumpin'" (Versão do Álbum) – 3:47 2. "Jumpin', Jumpin'" (Azza's Remix) – 5:15 3. "Upside Down" (Ao vivo no "VH1 Divas 2000: A Tribute to Diana Ross") – 4:09 | CD Single Parte 2 (Remixes) 669629 5 1. "Jumpin', Jumpin'" (Maurice's Radio Mix) – 4:05 2. "Say My Name" (Maurice's Last Days Of Disco Millennium Mix) – 7:35 3. "Bills, Bills, Bills" (Maurice's Xclusive Livegig Mix) – 7:33 CD Single da Austrália 1. "Jumpin', Jumpin'" 2. "Say My Name" (Timbaland Remix) 3. "Say My Name" (Maurice's Last Days of Disco Millennium Mix) 4. "Say My Name" (Daddy D Remix with Rap) 5. "Say My Name" (Digital Black & Groove Club Mix) Apenas liberação limitada do setor 1. "Jumpin', Jumpin'" (Versão do Álbum) – 3:47 2. "Jumpin', Jumpin'" (So So Def Remix) (Versão limpa) (com participação de Jermaine Dupri, Da Brat & Lil Bow Wow) – 3:45 3. "Jumpin', Jumpin'" (Remix part. Mr. Nitro) – 4:26 (Produzido por Hamaza Lee) 4. "Jumpin', Jumpin'" (Remix part. Mr. Nitro) – 3:59 (Produzido por Hamaza Lee) 5. "Jumpin', Jumpin'" (Maurice's Radio Mix) – 4:05 6. "Jumpin', Jumpin'" (Azza's Radio Mix) – 4:10 |